# Mentit
Mentit est la déesse lionne associée à Onouris. Dans les rituels anciens, elle protégeait le roi durant les cérémonies jubilaires (fête Sed).